# Instituto Max Planck de Historia de la Ciencia
El Instituto Max Planck de Historia de la Ciencia (en alemán: Max-Planck-Institut für Wissenschaftsgeschichte) (MPIWG) es un instituto de investigación en historia de la ciencia, ubicado en Berlín, que fue establecido en marzo de 1994. Su investigación está dedicada a una orientación teórica de la historia de la ciencia, principalmente de las ciencias naturales, pero con perpectivas metodológicas tomadas de las ciencias cognitivas y de la historia cultural. Los tres departamentos que componen el Instituto tienen como objetivo la construcción de una epistemología histórica de las ciencias.
La epistemología histórica hace referencia al desarrollo histórico del conocimiento y los procesos técnicos, sociales, intelectuales y culturales que rodean a la adquisición de conocimientos. Partiendo de la base de estudios detallados de la historia de ciencias concretas, la epistemología histórica investiga la emergencia y evolución de conceptos clave como número, fuerza, movimiento, gen, organismo, y campo, así como categorías centrales y prácticas como representación, probabilidad, casualidad, experimento, deducción, determinismo, y objetivividad. La combinación de las investigaciones históricas muy específicas con estos entornos de investigación más globales permite comparaciones y generalizaciones que abarcan numerosas disciplinas.
El instituto forma parte de la Sociedad Max Planck, que controla 80 centros de investigación en Alemania, y se ubica en barrio berlinés de Dahlem.